# Didea poorva
Didea poorva är en tvåvingeart som beskrevs av Ghorpade 1994. Didea poorva ingår i släktet vinkelblomflugor, och familjen blomflugor. Inga underarter finns listade i Catalogue of Life.